# Lista de eleições presidenciais no Brasil por margem eleitoral
Esta é uma lista das eleições presidenciais no Brasil por margem eleitoral, classificando todos os sufrágios para presidente do Brasil desde 1891 até 2014.
A classificação é feita de acordo com a vantagem percentual de votos válidos (quantidade excluindo-se os votos brancos e nulos e as abstenções) entre o primeiro e o segundo colocado das eleições. Constam ainda a vantagem em número absoluto de votos do primeiro para o segundo colocado, a quantidade de votos em número absoluto e percentual daquele e os partidos — ou alianças políticas pelas quais foram lançadas as candidaturas — ao qual cada um deles pertencia à época da eleição.
A lista é separada em dois grupos de acordo com a forma de eleição (direta e indireta) pois, devido à disparidade do tamanho do eleitorado, a comparação das margens desses dois modelos não seria adequada. Ainda dentro das diretas, há a separação entre aquelas realizadas durante a Primeira República Brasileira e as demais Repúblicas, uma vez que o processo eleitoral durante aquele período era sujeito a um número muito maior de fraudes e manipulações que deste; portanto, os resultados das eleições nos primeiros anos republicanos do país eram muito menos confiáveis, sendo impossível determinar os resultados numéricos exatos destas eleições.

## Eleições diretas

### Pós-Primeira República
| Eleição | Eleição | Vencedor e partido | Vencedor e partido | Votos | Votos | Votos | Votos | 2º colocado e partido | 2º colocado e partido | Ref. |
| | | | | % | Margem | Votos | Margem | | | Ref. |
| Partido Social Democrático União Democrática Nacional Partido Trabalhista Brasileiro Partido Democrata Cristão Partido Trabalhista Nacional Partido da Reconstrução Nacional Partido dos Trabalhadores Partido da Social Democracia Brasileira Partido Social Liberal Partido Liberal | Partido Social Democrático União Democrática Nacional Partido Trabalhista Brasileiro Partido Democrata Cristão Partido Trabalhista Nacional Partido da Reconstrução Nacional Partido dos Trabalhadores Partido da Social Democracia Brasileira Partido Social Liberal Partido Liberal | Partido Social Democrático União Democrática Nacional Partido Trabalhista Brasileiro Partido Democrata Cristão Partido Trabalhista Nacional Partido da Reconstrução Nacional Partido dos Trabalhadores Partido da Social Democracia Brasileira Partido Social Liberal Partido Liberal | Partido Social Democrático União Democrática Nacional Partido Trabalhista Brasileiro Partido Democrata Cristão Partido Trabalhista Nacional Partido da Reconstrução Nacional Partido dos Trabalhadores Partido da Social Democracia Brasileira Partido Social Liberal Partido Liberal | Partido Social Democrático União Democrática Nacional Partido Trabalhista Brasileiro Partido Democrata Cristão Partido Trabalhista Nacional Partido da Reconstrução Nacional Partido dos Trabalhadores Partido da Social Democracia Brasileira Partido Social Liberal Partido Liberal | Partido Social Democrático União Democrática Nacional Partido Trabalhista Brasileiro Partido Democrata Cristão Partido Trabalhista Nacional Partido da Reconstrução Nacional Partido dos Trabalhadores Partido da Social Democracia Brasileira Partido Social Liberal Partido Liberal | Partido Social Democrático União Democrática Nacional Partido Trabalhista Brasileiro Partido Democrata Cristão Partido Trabalhista Nacional Partido da Reconstrução Nacional Partido dos Trabalhadores Partido da Social Democracia Brasileira Partido Social Liberal Partido Liberal | Partido Social Democrático União Democrática Nacional Partido Trabalhista Brasileiro Partido Democrata Cristão Partido Trabalhista Nacional Partido da Reconstrução Nacional Partido dos Trabalhadores Partido da Social Democracia Brasileira Partido Social Liberal Partido Liberal | Partido Social Democrático União Democrática Nacional Partido Trabalhista Brasileiro Partido Democrata Cristão Partido Trabalhista Nacional Partido da Reconstrução Nacional Partido dos Trabalhadores Partido da Social Democracia Brasileira Partido Social Liberal Partido Liberal | Partido Social Democrático União Democrática Nacional Partido Trabalhista Brasileiro Partido Democrata Cristão Partido Trabalhista Nacional Partido da Reconstrução Nacional Partido dos Trabalhadores Partido da Social Democracia Brasileira Partido Social Liberal Partido Liberal | Partido Social Democrático União Democrática Nacional Partido Trabalhista Brasileiro Partido Democrata Cristão Partido Trabalhista Nacional Partido da Reconstrução Nacional Partido dos Trabalhadores Partido da Social Democracia Brasileira Partido Social Liberal Partido Liberal |
| --- | --- | --- | --- | --- | --- | --- | --- | --- | --- | --- |
| 32 | 2022 | Lula da Silva[2º] | PT | 50,90% | 1,8% | 60 345 999 | 2 139 645 | Jair Bolsonaro | PL | [ 5 ] |
| 32 | 2022 | Lula da Silva[1º] | PT | 48,43% | 5,23% | 57 259 504 | 6 187 149 | Jair Bolsonaro | PL | [ 5 ] |
| 30 | 2014 | Dilma Rousseff[2º] | PT | 51,64% | 3,28% | 54 501 118 | 3 459 963 | Aécio Neves | PSDB | [ 6 ] |
| 16 | 1955 | Juscelino Kubitschek | PSD | 35,68% | 5,41% | 3 077 411 | 466 949 | Juarez Távora | PDC | [ 7 ] |
| 24 | 1989 | Fernando Collor[2º] | PRN | 53,03% | 6,07% | 35 089 998 | 4 013 634 | Lula da Silva | PT | [ 8 ] |
| 28 | 2006 | Lula da Silva[1º] | PT | 48,61% | 6,97% | 46 662 365 | 6 693 996 | Geraldo Alckmin | PSDB | [ 9 ] |
| 30 | 2014 | Dilma Rousseff[1º] | PT | 41,59% | 8,05% | 43 267 668 | 8 370 457 | Aécio Neves | PSDB | [ 6 ] |
| 31 | 2018 | Jair Bolsonaro[2º] | PSL | 55,13% | 10,26% | 57 797 847 | 10 756 941 | Fernando Haddad | PT | [ 10 ] |
| 29 | 2010 | Dilma Rousseff[2º] | PT | 56,05% | 12,11% | 55 752 529 | 12 041 141 | José Serra | PSDB | [ 11 ] |
| 24 | 1989 | Fernando Collor[1º] | PRN | 30,47% | 13,29% | 20 611 011 | 8 988 338 | Lula da Silva | PT | [ 8 ] |
| 29 | 2010 | Dilma Rousseff[1º] | PT | 46,91% | 14,29% | 47 651 434 | 14 519 151 | José Serra | PSDB | [ 11 ] |
| 17 | 1960 | Jânio Quadros | PTN | 48,26% | 15,32% | 5 636 623 | 1 789 798 | Henrique Teixeira Lott | PSD | [ 7 ] |
| 31 | 2018 | Jair Bolsonaro[1º] | PSL | 46,03% | 16,75% | 49 276 990 | 17 934 985 | Fernando Haddad | PT | [ 12 ] |
| 15 | 1950 | Getúlio Vargas | PTB | 48,73% | 19,08% | 3 849 040 | 1 506 656 | Eduardo Gomes | UDN | [ 7 ] |
| 14 | 1945 | Eurico Gaspar Dutra | PSD | 55,39% | 20,65% | 3 251 507 | 1 212 166 | Eduardo Gomes | UDN | [ 7 ] |
| 26 | 1998 | Fernando Henrique Cardoso[1ºVD] | PSDB | 53,06% | 21,35% | 35 936 540 | 14 461 322 | Lula da Silva | PT | [ 13 ] |
| 28 | 2006 | Lula da Silva[2º] | PT | 60,83% | 21,65% | 58 295 042 | 20 751 864 | Geraldo Alckmin | PSDB | [ 9 ] |
| 27 | 2002 | Lula da Silva[2º] | PT | 61,27% | 22,54% | 52 793 364 | 19 422 625 | José Serra | PSDB | [ 14 ] |
| 27 | 2002 | Lula da Silva[1º] | PT | 46,44% | 23,25% | 39 455 233 | 19 749 788 | José Serra | PSDB | [ 14 ] |
| 25 | 1994 | Fernando Henrique Cardoso[1ºVD] | PSDB | 54,24% | 27,17% | 34 314 961 | 17 202 834 | Lula da Silva | PT | [ 15 ] |

1º.↑  Primeiro turno.

1º.↑  Primeiro turno, vitória direta.

2º.↑  Segundo turno.

### Primeira República
| Eleição | Eleição | Vencedor e partido | Vencedor e partido | Votos | Votos | Votos | Votos | 2º colocado e partido | 2º colocado e partido | Ref. |
| | | | | % | Margem | Votos | Margem | | | Ref. |
| Partido Republicano Paulista Partido Republicano Federal Partido Republicano Mineiro Partido Republicano Conservador Partido Republicano Liberal Reação Republicana Partido Federalista do Rio Grande do Sul Aliança Liberal | Partido Republicano Paulista Partido Republicano Federal Partido Republicano Mineiro Partido Republicano Conservador Partido Republicano Liberal Reação Republicana Partido Federalista do Rio Grande do Sul Aliança Liberal | Partido Republicano Paulista Partido Republicano Federal Partido Republicano Mineiro Partido Republicano Conservador Partido Republicano Liberal Reação Republicana Partido Federalista do Rio Grande do Sul Aliança Liberal | Partido Republicano Paulista Partido Republicano Federal Partido Republicano Mineiro Partido Republicano Conservador Partido Republicano Liberal Reação Republicana Partido Federalista do Rio Grande do Sul Aliança Liberal | Partido Republicano Paulista Partido Republicano Federal Partido Republicano Mineiro Partido Republicano Conservador Partido Republicano Liberal Reação Republicana Partido Federalista do Rio Grande do Sul Aliança Liberal | Partido Republicano Paulista Partido Republicano Federal Partido Republicano Mineiro Partido Republicano Conservador Partido Republicano Liberal Reação Republicana Partido Federalista do Rio Grande do Sul Aliança Liberal | Partido Republicano Paulista Partido Republicano Federal Partido Republicano Mineiro Partido Republicano Conservador Partido Republicano Liberal Reação Republicana Partido Federalista do Rio Grande do Sul Aliança Liberal | Partido Republicano Paulista Partido Republicano Federal Partido Republicano Mineiro Partido Republicano Conservador Partido Republicano Liberal Reação Republicana Partido Federalista do Rio Grande do Sul Aliança Liberal | Partido Republicano Paulista Partido Republicano Federal Partido Republicano Mineiro Partido Republicano Conservador Partido Republicano Liberal Reação Republicana Partido Federalista do Rio Grande do Sul Aliança Liberal | Partido Republicano Paulista Partido Republicano Federal Partido Republicano Mineiro Partido Republicano Conservador Partido Republicano Liberal Reação Republicana Partido Federalista do Rio Grande do Sul Aliança Liberal | Partido Republicano Paulista Partido Republicano Federal Partido Republicano Mineiro Partido Republicano Conservador Partido Republicano Liberal Reação Republicana Partido Federalista do Rio Grande do Sul Aliança Liberal |
| --- | --- | --- | --- | --- | --- | --- | --- | --- | --- | --- |
| 12 | 1930 | Júlio Prestes | PRP | 59,39% | 18,98% | 1 091 709 | 348 915 | Getúlio Vargas | AL | [ 7 ] |
| 10 | 1922 | Artur Bernardes | PRM | 59,46% | 19,00% | 466 877 | 149 163 | Nilo Peçanha | RP | [ 7 ] |
| 6 | 1910 | Hermes da Fonseca | PRC | 64,35% | 28,84% | 403 867 | 181 045 | Ruy Barbosa | PRP | [ 7 ] |
| 9 | 1919 | Epitácio Pessoa | PRM | 70,96% | 42,12% | 286 373 | 169 959 | Ruy Barbosa | PRP | [ 7 ] |
| 2 | 1894 | Prudente de Morais | PRF | 80,12% | 69,03% | 276 583 | 238 292 | Afonso Pena | PRM | [ 7 ] |
| 3 | 1898 | Campos Sales | PRP | 90,93% | 82,51% | 420 286 | 381 357 | Lauro Sodré | PRF | [ 7 ] |
| 7 | 1914 | Venceslau Brás | PRM | 91,59% | 83,37% | 532 107 | 484 325 | Ruy Barbosa | PRL | [ 7 ] |
| 4 | 1902 | Rodrigues Alves | PRP | 91,69% | 85,10% | 592 039 | 549 497 | Quintino Bocaiúva | PRC | [ 7 ] |
| 5 | 1906 | Afonso Pena | PRM | 97,92% | 96,27% | 288 285 | 283 420 | Lauro Sodré | PRF | [ 7 ] |
| 8 | 1918 | Rodrigues Alves | PRP | 99,03% | 98,58% | 386 467 | 384 699 | Nilo Peçanha | PRF | [ 7 ] |
| 11 | 1926 | Washington Luís | PRP | 99,70% | 99,54% | 688 528 | 687 412 | Assis Brasil | PFRS | [ 7 ] |

Obs.: Afonso Pena, Venceslau Brás, Rodrigues Alves (1918) e Washington Luís foram eleitos como os únicos candidatos oficialmente registrados no pleito.

## Eleições indiretas
| Eleição | Eleição | Vencedor e partido | Vencedor e partido | Votos | Votos | Votos | Votos | 2º colocado e partido | 2º colocado e partido | Ref. |
| | | | | % | Margem | Votos | Margem | | | Ref. |
| Partido Republicano Paulista Partido Republicano Rio-Grandense Aliança Renovadora Nacional Partido do Movimento Democrático Brasileiro Partido Democrata Cristão | Partido Republicano Paulista Partido Republicano Rio-Grandense Aliança Renovadora Nacional Partido do Movimento Democrático Brasileiro Partido Democrata Cristão | Partido Republicano Paulista Partido Republicano Rio-Grandense Aliança Renovadora Nacional Partido do Movimento Democrático Brasileiro Partido Democrata Cristão | Partido Republicano Paulista Partido Republicano Rio-Grandense Aliança Renovadora Nacional Partido do Movimento Democrático Brasileiro Partido Democrata Cristão | Partido Republicano Paulista Partido Republicano Rio-Grandense Aliança Renovadora Nacional Partido do Movimento Democrático Brasileiro Partido Democrata Cristão | Partido Republicano Paulista Partido Republicano Rio-Grandense Aliança Renovadora Nacional Partido do Movimento Democrático Brasileiro Partido Democrata Cristão | Partido Republicano Paulista Partido Republicano Rio-Grandense Aliança Renovadora Nacional Partido do Movimento Democrático Brasileiro Partido Democrata Cristão | Partido Republicano Paulista Partido Republicano Rio-Grandense Aliança Renovadora Nacional Partido do Movimento Democrático Brasileiro Partido Democrata Cristão | Partido Republicano Paulista Partido Republicano Rio-Grandense Aliança Renovadora Nacional Partido do Movimento Democrático Brasileiro Partido Democrata Cristão | Partido Republicano Paulista Partido Republicano Rio-Grandense Aliança Renovadora Nacional Partido do Movimento Democrático Brasileiro Partido Democrata Cristão | Partido Republicano Paulista Partido Republicano Rio-Grandense Aliança Renovadora Nacional Partido do Movimento Democrático Brasileiro Partido Democrata Cristão |
| --- | --- | --- | --- | --- | --- | --- | --- | --- | --- | --- |
| 1 | 1891 | Deodoro da Fonseca | — | 55,13% | 13,68% | 129 | 32 | Prudente de Morais | PRP | [ 7 ] |
| 22 | 1978 | João Figueiredo | ARENA | 61,10% | 22,20% | 355 | 130 | Euler Bentes Monteiro | MDB | [ 7 ] |
| 13 | 1934 | Getúlio Vargas | — | 70,57% | 23,79% | 175 | 116 | Borges de Medeiros | PRR | [ 16 ] |
| 23 | 1985 | Tancredo Neves | PMDB | 72,73% | 45,46% | 480 | 300 | Paulo Maluf | PDS | [ 7 ] |
| 21 | 1974 | Ernesto Geisel | ARENA | 84,03% | 68,07% | 400 | 324 | Ulysses Guimarães | PMDB | [ 7 ] |
| 18 | 1964 | Castelo Branco | — | 98,63% | 97,81% | 361 | 358 | Juarez Távora | PDC | [ 7 ] |
| 19 | 1966 | Costa e Silva | ARENA | 100% | 100% | 294 | 294 | nenhum | nenhum | [ 7 ] |
| 20 | 1969 | Emílio Médici | ARENA | 100% | 100% | 293 | 293 | nenhum | nenhum | [ 7 ] |